# Гумптруп
Гумптруп (нім. Humptrup) — громада в Німеччині, розташована в землі Шлезвіг-Гольштейн. Входить до складу району Північна Фризія. Складова частина об'єднання громад Зюдтондерн.
Площа — 16,99 км2. Населення становить 762 ос. (станом на 31 грудня 2020).